# Carl Børseth Rasmussen
Carl Børseth Rasmussen, född 23 september 1909 i Bergen, död 1 juni 1965, var en norsk skådespelare.
Børseth Rasmussen var 1932–1946 engagerad vid Den Nationale Scene och därefter vid Nationaltheatret. Han spelade bland annat roller i pjäser av Bjørnstjerne Bjørnson, Henrik Ibsen och William Shakespeare. Han gjorde även ett fåtal filmroller med debut 1948 i Trollforsen.
Han ligger begravd på Ullern kirkegård i Oslo.

## Filmografi
- 1948 – Trollforsen
- 1953 – Den evige Eva
- 1961 – Hans Nielsen Hauge
- 1962 – Bessie Smiths død
- 1962 – Prosessen